# Горник, Денис
Денис Горник (словац. Denis Horník; 13 июля 1997 года, Словакия) — словацкий футболист, играющий на позиции защитник. Ныне выступает за словацкий клуб «Спартак (Трнава)».

## Клубная карьера
Горник является воспитанником трнавского «Спартака». Выступал за вторую команду. К основному подводился в 2015 году, в сезоне 2015/16 — прочно занял место в стартовом составе. В феврале 2016 года подписал первый профессиональный контракт сроком на 3,5 сезона. 27 февраля 2016 года дебютировал в словацком чемпионате в поединке против «Земплина», выйдя в стартовом составе и проведя на поле весь матч.

## Карьера в сборной
Приглашался в юношеские сборные Словакии до 18-ти и 19-ти, однако принимал участие только в товарищеских встречах.